# Episodi di The Big Bang Theory (ottava stagione)
L'ottava stagione della sitcom The Big Bang Theory, composta da 24 episodi, è stata trasmessa in prima visione assoluta negli Stati Uniti da CBS dal 22 settembre 2014 al 7 maggio 2015.
Dal primo episodio di questa stagione, Kevin Sussman, quando è presente, viene accreditato come parte del cast principale e non nei titoli di coda, come già avvenuto nella sesta stagione.
In Italia la stagione è stata trasmessa in prima visione da Joi, canale a pagamento della piattaforma Mediaset Premium, dal 6 gennaio al 7 luglio 2015, mentre in chiaro è stata trasmessa da Italia 1 dal 25 gennaio al 25 febbraio 2016.
| nº | Titolo originale                  | Titolo italiano                         | Prima TV USA      | Prima TV Italia |
| -- | --------------------------------- | --------------------------------------- | ----------------- | --------------- |
| 1  | The Locomotion Interruption       | L'interruzione della locomozione        | 22 settembre 2014 | 6 gennaio 2015  |
| 2  | The Junior Professor Solution     | La soluzione del professore associato   | 22 settembre 2014 | 6 gennaio 2015  |
| 3  | The First Pitch Insufficiency     | L'insufficienza del primo lancio        | 29 settembre 2014 | 13 gennaio 2015 |
| 4  | The Hook-up Reverberation         | La riverberazione della sveltina        | 6 ottobre 2014    | 13 gennaio 2015 |
| 5  | The Focus Attenuation             | L'attenuazione della concentrazione     | 13 ottobre 2014   | 20 gennaio 2015 |
| 6  | The Expedition Approximation      | L'approssimazione della spedizione      | 20 ottobre 2014   | 20 gennaio 2015 |
| 7  | The Misinterpretation Agitation   | La concitazione del fraintendimento     | 30 ottobre 2014   | 27 gennaio 2015 |
| 8  | The Prom Equivalency              | L'equivalenza del ballo                 | 6 novembre 2014   | 27 gennaio 2015 |
| 9  | The Septum Deviation              | La deviazione del setto                 | 13 novembre 2014  | 19 maggio 2015  |
| 10 | The Champagne Reflection          | Il riflesso dello champagne             | 20 novembre 2014  | 19 maggio 2015  |
| 11 | The Clean Room Infiltration       | L'infiltrazione della camera bianca     | 11 dicembre 2014  | 26 maggio 2015  |
| 12 | The Space Probe Disintegration    | La disintegrazione della sonda          | 8 gennaio 2015    | 26 maggio 2015  |
| 13 | The Anxiety Optimization          | L'ottimizzazione dell'ansia             | 29 gennaio 2015   | 2 giugno 2015   |
| 14 | The Troll Manifestation           | La manifestazione del troll             | 5 febbraio 2015   | 2 giugno 2015   |
| 15 | The Comic Book Store Regeneration | La rigenerazione del negozio di fumetti | 19 febbraio 2015  | 9 giugno 2015   |
| 16 | The Intimacy Acceleration         | L'accelerazione dell'intimità           | 26 febbraio 2015  | 9 giugno 2015   |
| 17 | The Colonization Application      | Il modulo della colonizzazione          | 5 marzo 2015      | 16 giugno 2015  |
| 18 | The Leftover Thermalization       | La termalizzazione dell'escluso         | 12 marzo 2015     | 16 giugno 2015  |
| 19 | The Skywalker Incursion           | La violazione dello Skywalker           | 2 aprile 2015     | 23 giugno 2015  |
| 20 | The Fortification Implementation  | L'implementazione del fortino           | 9 aprile 2015     | 23 giugno 2015  |
| 21 | The Communication Deterioration   | Il deterioramento della comunicazione   | 16 aprile 2015    | 30 giugno 2015  |
| 22 | The Graduation Transmission       | La trasmissione del diplomato           | 23 aprile 2015    | 30 giugno 2015  |
| 23 | The Maternal Combustion           | La combustione materna                  | 30 aprile 2015    | 7 luglio 2015   |
| 24 | The Commitment Determination      | La determinazione dell'impegno          | 7 maggio 2015     | 7 luglio 2015   |

## L'interruzione della locomozione
- Titolo originale: The Locomotion Interruption
- Diretto da: Mark Cendrowski
- Scritto da: Jim Reynolds, Maria Ferrari e Tara Hernandez (soggetto); Steven Molaro, Steve Holland e Eric Kaplan (sceneggiatura)

### Trama
Dopo essere stato derubato di tutto, Sheldon è costretto a chiamare Leonard per farsi aiutare visto che è bloccato in Arizona. L'amico va a prenderlo accompagnato da Amy, furiosa per non essere stata interpellata dal fidanzato, che oltretutto ha lasciato la città senza salutarla. Sheldon ammette però che non l'ha chiamata perché si vergognava del fatto di non essere stato capace di cavarsela da solo. Amy, però, gli fa capire che lo stima ugualmente, anche se non è perfetto. Nel frattempo Bernadette procura a Penny un colloquio di lavoro nella sua ditta farmaceutica come rappresentante; inizialmente le cose non vanno bene, ma poi sia Penny che Don, l'addetto al colloquio, capiscono di avere una cosa in comune: entrambi hanno paura di Bernadette, così Penny ottiene il lavoro. Intanto, nonostante la signora Wolowitz si sia ripresa, Stuart continua a vivere a casa sua, provocando grosse gelosie in Howard.
- Guest star: Carol Ann Susi (voce della signora Wolowitz), Stephen Root (Don)

## La soluzione del professore associato
- Titolo originale: The Junior Professor Solution
- Diretto da: Mark Cendrowski
- Scritto da: Steven Molaro, Eric Kaplan e Steve Holland (soggetto); Jim Reynolds, Maria Ferrari e Tara Hernandez (sceneggiatura)

### Trama
Penny e Bernadette entrano in conflitto dato che la prima non mostra particolare interesse per lo studio dei materiali che la seconda le ha fornito per il suo nuovo lavoro e quest'ultima è fin troppo assillante. Amy allora, per sentirsi al centro dell'attenzione, prende le parti di ciascuna all'oscuro dell'altra; alla fine però le due si riconciliano e studiano insieme. Nel frattempo la signora Davis informa Sheldon che l'università ha deciso di consentirgli di passare dallo studio della teoria delle stringhe a quello della materia oscura a patto che accetti la promozione a professore associato: il fisico accetta, ma a causa della sua fama nessuno si iscrive al suo corso; Howard, allora, intenzionato a prendere il dottorato come tutti i suoi amici, si candida come alunno, ma Sheldon, ritenendolo non all'altezza, lo sottopone a prove molto dure. I due si comportano male a vicenda fino a che Howard tira una pallina di carta nella bocca di Sheldon, che lo denuncia alle risorse umane, provocando la rinuncia al corso del suo unico studente.
- Guest star: Regina King (Janine Davis)

## L'insufficienza del primo lancio
- Titolo originale: The First Pitch Insufficiency
- Diretto da: Mark Cendrowski
- Scritto da: Chuck Lorre, Jim Reynolds e Anthony Del Broccolo (soggetto); Steven Molaro, Steve Holland e Maria Ferrari (sceneggiatura)

### Trama
Durante un'uscita a quattro tra Sheldon, Amy, Leonard e Penny, il primo afferma di avere con la sua ragazza una relazione molto più solida rispetto ai due fidanzati e, una volta giunti al ristorante, propone loro di verificare la profondità del loro rapporto facendo lo stesso test che hanno fatto lui ed Amy. Penny e poi Leonard, tuttavia, si rifiutano di fare il test, per poi confessarsi di essere spaventati dal matrimonio, ma di volerlo affrontare insieme. Nel frattempo Howard viene scelto dalla NASA per effettuare un lancio con i Los Angeles Angels e Bernadette si offre di aiutarlo. Dati gli scarsi risultati atletici, il ragazzo decide di effettuare il lancio sfruttando la scienza utilizzando un prototipo del Mars Rover ma, data la lentezza del mezzo, viene deriso dall'intero stadio.
- Guest star: Michael Massimino (sé stesso)

## La riverberazione della sveltina
- Titolo originale: The Hook-up Reverberation
- Diretto da: Mark Cendrowski
- Scritto da: Steve Holland, Maria Ferrari e Tara Hernandez (soggetto); Steven Molaro, Eric Kaplan e Jim Reynolds (sceneggiatura)

### Trama
Raj presenta finalmente Emily a tutti i suoi amici ma, dopo la serata insieme, Penny ha la sensazione di non piacerle: la ragazza ammette quindi di non sopportarla in quanto ha avuto in passato un'avventura con l'astrofisico. Nonostante i tentativi di chiarimento, una volta sole ammettono di non sopportarsi. Nel frattempo i ragazzi, orfani della fumetteria di Stuart, decidono di aiutarlo a riaprire investendo i loro soldi nel nuovo negozio, diventandone anche proprietari: la cosa ovviamente eccita tantissimo i quattro; il sogno però svanisce in quanto Stuart ha già ricevuto tutti i soldi che gli servono dalla madre di Howard, il quale va su tutte le furie.
- Guest star: Laura Spencer (Emily Sweeney)

## L'attenuazione della concentrazione
- Titolo originale: The Focus Attenuation
- Diretto da: Mark Cendrowski
- Scritto da: Jim Reynolds, Maria Ferrari e Adam Faberman (soggetto); Steven Molaro, Eric Kaplan e Steve Holland (sceneggiatura)

### Trama
I ragazzi, una volta consci del fatto che hanno smesso di dedicarsi alle invenzioni a causa delle loro ragazze, decidono di organizzare una specie di ritiro scientifico per il weekend solo tra loro quattro, così da riprendere alcune delle ricerche che stavano portando avanti; nonostante i tentativi di Leonard però, finiscono sempre col distrarsi guardando vecchi film e video su internet. Nel frattempo Penny, Bernadette ed Amy vanno a Las Vegas per un week end di festeggiamenti che vengono interrotti per l'ex attrice quando una comunicazione del suo capo la costringerà a passare la serata a studiare per il suo nuovo lavoro mentre le due scienziate passeranno la serata a bere e divertirsi.

## L'approssimazione della spedizione
- Titolo originale: The Expedition Approximation
- Diretto da: Mark Cendrowski
- Scritto da: Steven Molaro, Dave Goetsch e Tara Hernandez (soggetto); Jim Reynolds, Steve Holland e Maria Ferrari (sceneggiatura)

### Trama
Raj viene a sapere che il Governo ha finanziato un importante esperimento per rilevare la materia oscura organizzando una spedizione in una miniera; l'astrofisico propone a Sheldon di partecipare, ma, viste le difficoltà nel passare tante ore in una miniera, decidono di fare una simulazione trascorrendo del tempo nei tunnel per il vapore sotto l'università. Nel frattempo Penny e Leonard discutono per una questione di soldi, quando lei vende l'auto ricevuta in regalo dal fidanzato e vuole dargli la somma ottenuta. Decidono allora di chiedere consiglio alla coppia sposata del gruppo, salvo scoprire che i due litigano moltissimo proprio sullo stesso argomento, in quanto Howard guadagna molto meno di Bernadette

## La concitazione del fraintendimento
- Titolo originale: The Misinterpretation Agitation
- Diretto da: Mark Cendrowski
- Scritto da: Chuck Lorre, Eric Kaplan e Jim Reynolds (soggetto); Steven Molaro, Steve Holland e Maria Ferrari (sceneggiatura)

### Trama
Bernadette racconta alle amiche che una rivista vuole fare un articolo sulle 50 scienziate più sexy della California e la vorrebbe tra le protagoniste, provocando il disappunto di Amy che reputa la cosa sbagliata in quanto dovrebbero essere giudicate solo per il proprio lavoro. Quando però a causa di una lettera di Amy l'articolo viene annullato, lei litiga con la sua amica scienziata che la accusa di aver fatto tutto questo per gelosia. Nel frattempo Sheldon incontra nel condominio il dottor Oliver Lorvis, un medico cliente di Penny, mentre sta portando alla ragazza dei fiori, ingannato dalle sue carinerie a scopo di vendita. Sconvolto dalla notizia che Penny è fidanzata con Leonard, viene invitato nella casa dei ragazzi, i quali fanno amicizia con lui scoprendo così che è un medico di celebrità, lavoro che nel corso degli anni gli ha permesso di accumulare molti cimeli relativi a film e serie TV. I quattro vengono invitati nel seminterrato del dottore per vederli e rimangono estasiati da tutto ciò, ma il dottor Oliver, interpretando male le parole di Sheldon, rinchiude i quattro per tornare a casa di Penny, anche se poi finisce per concentrarsi su Amy quando si mostra gentile con lui, rivelandosi come una persona che assilla qualsiasi ragazza si comporti nello stesso modo con lui.
- Guest star: Billy Bob Thornton (Dr. Oliver Lorvis)

## L'equivalenza del ballo
- Titolo originale: The Prom Equivalency
- Diretto da: Mark Cendrowski
- Scritto da: Jim Reynolds, Steve Holland e Jeremy Howe (soggetto); Steven Molaro, Eric Kaplan e Maria Ferrari (sceneggiatura)

### Trama
La maggior parte dei ragazzi non ha un bel ricordo del ballo di fine anno del liceo, per cui decidono di organizzarne uno sul tetto del palazzo di Penny, Leonard e Sheldon. I due fidanzati, mentre aspettano gli altri, riflettono sul fatto che se si fossero conosciuti al liceo, Leonard non avrebbe mai trovato il coraggio di chiedere a Penny di ballare, per poi cominciare a danzare senza la musica. Sheldon, non appena vede Amy e riceve da questa un complimento, si agita e decide di non andare più alla festa: la ragazza gli chiede perché si comporti così e il fisico, allora, esprime il suo disagio dicendo che ha paura che, finito il ballo, i due saranno costretti dalle convenzioni sociali a fare sesso, ma lei lo rassicura dicendogli che vuole solo godersi il ballo; alla fine Sheldon le confessa di amarla e i due si recano alla festa. Howard, Bernadette, Raj e Emily raggiungono il ballo in limousine dando un passaggio a Stuart, il quale porta con sé Jeanie, la cugina di Howard (conosciuta tramite Debbie), con la quale l'ingegnere perse la verginità, ma questo non fa altro che accrescere l'astio dell'ingegnere nei suoi confronti. Una volta che tutti sono arrivati al ballo si fanno scattare delle foto da Raj, ma Stuart pianta in asso Jeanie quando Debbie gli telefona.
- Guest star: Laura Spencer (Emily Sweeney), Kara Luiz (Jeanie)

## La deviazione del setto
- Titolo originale: The Septum Deviation
- Diretto da: Anthony Rich
- Scritto da: Steven Molaro, Bill Prady e Maria Ferrari (soggetto); Eric Kaplan, Steve Holland e Tara Hernandez (sceneggiatura)

### Trama
Leonard decide di sottoporsi ad un intervento per eliminare la deviazione del setto nasale, ma Sheldon si oppone essendo molto preoccupato per l'amico, che però, con un piccolo inganno, si sottopone comunque all'intervento, che riesce perfettamente. Nel frattempo i genitori di Raj, alla soglia dei quarant'anni di matrimonio, si separano e Bernadette, pensando al suo rapporto, vorrebbe che il marito le rivelasse tutto ciò che li infastidisce dell'altro per non covare per anni odio come i due indiani; Howard però, restìo a rivelare alla moglie cosa lo infastidisce, decide che sia meglio parlare di ciò che amano l'uno dell'altro, ma finiscono per rinfacciarsi le altrui mancanze e litigare.
- Nota. L'episodio è dedicato alla memoria di Carol Ann Susi, che prestò la voce al personaggio della signora Wolowitz, deceduta prima della messa in onda.[4]

## Il riflesso dello champagne
- Titolo originale: The Champagne Reflection
- Diretto da: Mark Cendrowski
- Scritto da: Steven Molaro, Tara Hernandez e David Saltzberg (soggetto); Jim Reynolds, Steve Holland e Dave Goetsch (sceneggiatura)

### Trama
Leonard, Howard e Raj si occupano di svuotare l'ufficio del defunto professor Abbott e, tra tutti gli appunti, trovano una bottiglia di champagne che la madre gli regalò per celebrare la sua prima scoperta; trovandola ancora chiusa dopo cinquant'anni, i tre cominciano a esaminare le ricerche per trovarne una degna di essere celebrata, ma parlando col vecchio collega di Abbott, il professor Sharpe, capiscono che egli non ha mai scoperto nulla di importante: decidono allora di usare la bottiglia per la prima grande scoperta di uno di loro. Sheldon ed Amy girano l'ultimo episodio di "Divertiamoci con le bandiere", cosa che rende il ragazzo molto triste; dopo aver pubblicato il video e aver ricevuto un commento positivo, tuttavia, il fisico decide di continuare con la serie e stappa la bottiglia di champagne solo per sentire il rumore. Penny, durante una cena organizzata dalla casa farmaceutica, rivela a Bernadette che in molti nell'azienda la temono per via del suo carattere talvolta aggressivo; la ragazza si scusa quindi con Dan e, per mantenere i benefici derivanti dalla paura instillata nei colleghi, comincia a fare le sue richieste piangendo.
- Guest star: LeVar Burton (sé stesso), Stephen Root (Dan), John Ross Bowie (Barry Kripke), Paul Wilson (Professor Sharpe)

## L'infiltrazione della camera bianca
- Titolo originale: The Clean Room Infiltration
- Diretto da: Mark Cendrowski
- Scritto da: Maria Ferrari, Tara Hernandez e Jeremy Howe (soggetto); Eric Kaplan, Jim Reynolds e Steve Holland (sceneggiatura)

### Trama
Raj, a causa della presenza del padre, scosso dal divorzio, non è in grado di preparare come di consueto la cena natalizia e si offre al suo posto Amy, proponendo come tema l'età vittoriana. Sheldon, seccato dall'obbligo della ragazza di celebrare il Natale, decide di metterla in imbarazzo contravvenendo alla regola del non scambiarsi doni e facendole il più bel regalo che gli venisse in mente; il piano però fallisce quando Amy gli dona, in cambio del suo regalo, una scatola di biscotti fatti con la ricetta della nonna del fisico. Nel frattempo Howard e Leonard, impegnati in un esperimento nella camera bianca dell'università, la contaminano facendo entrare un piccione; nonostante l'aiuto di Raj, la situazione peggiora quando entra un corvo al posto del primo volatile. Non sapendo come porre rimedio, i tre, come suggerito da Penny, decidono di cancellarsi dal registro delle presenze per non assumersi la colpa.
- Guest star: Brian George (Sig. Koothrappali)

## La disintegrazione della sonda
- Titolo originale: The Space Probe Disintegration
- Diretto da: Mark Cendrowski
- Scritto da: Bill Prady, Eric Kaplan e Jim Reynolds (soggetto); Steven Molaro, Steve Holland e Maria Ferrari (sceneggiatura)

### Trama
Leonard e Sheldon vengono convinti da Penny ed Amy a fare qualcosa che piaccia alle ragazze e i quattro vanno a fare shopping. Mentre le due si provano dei vestiti, i due scienziati hanno una discussione sui compromessi che hanno dovuto fare e decidono che Leonard potrà dormire una notte la settimana a casa della fidanzata, salvo ritrovarsi Sheldon, incapace di vivere senza l'amico, sul divano di Penny. Nel frattempo Raj è molto teso perché la sonda che inviò assieme ad una squadra su Plutone nove anni prima sta per giungere a destinazione; Howard, per confortarlo, si offre di accompagnarlo al tempio induista, dove il ragazzo indiano sfoga la sua frustrazione su un anziano che colpisce con lo sportello la sua auto, ma il messaggio che la sonda si è riattivata lo fa tornare alla consueta calma.

## L'ottimizzazione dell'ansia
- Titolo originale: The Anxiety Optimization
- Diretto da: Mark Cendrowski
- Scritto da: Eric Kaplan, Maria Ferrari e Adam Faberman (soggetto); Jim Reynolds, Steve Holland e Tara Hernandez (sceneggiatura)

### Trama
Sheldon non riesce a fare progressi riguardo alla ricerca sulla materia oscura e arriva alla conclusione che probabilmente riuscirebbe a raggiungere risultati migliori se fosse sotto tensione: decide quindi di sottoporsi a stimoli negativi che incrementino l'ansia, ma ciò non fa altro che rendere la vita impossibile a chi gli sta intorno. Alla fine Penny e Leonard lo costringono a dormire contro la sua volontà facendolo stendere sul letto e cantandogli "Soffice Kitty". Intanto Howard ha creato un gioco, chiamato "Emily o Cannella", in cui i partecipanti devono indovinare quali frasi di Raj sono indirizzate alla fidanzata e quali alla cagnolina, solo per mettere in evidenza il fatto che lui spesso tratta Cannella come se fosse un essere umano a causa del suo eccessivo affetto nei suoi confronti; Emily, tuttavia, afferma di non sentirsi a disagio a causa di questo, ma anzi trova attraente il fatto che Raj sia così apprensivo nei riguardi della cagnolina, salvo trovarsi dei peli di cane in bocca quando lo bacia.
- Guest star: Laura Spencer (Emily Sweeney)

## La manifestazione del troll
- Titolo originale: The Troll Manifestation
- Diretto da: Mark Cendrowski
- Scritto da: Steven Molaro, Eric Kaplan e Tara Hernandez (soggetto); Jim Reynolds, Steve Holland e Maria Ferrari (sceneggiatura)

### Trama
Durante una cena con Penny, Leonard ha un'intuizione riguardo ai superfluidi e assieme a Sheldon elabora una teoria che i due decidono di pubblicare in un forum che si occupa di teorie non ancora pubblicate: la maggior parte dei commenti è entusiasta, ma un account anonimo li sbeffeggia apertamente. Leonard e Sheldon, assieme a Raj e Howard, scoprono che il loro denigratore è Stephen Hawking, che dice loro di essere anch'egli impressionato dal loro risultato e di averli solo voluti prendere in giro per noia. Penny, Bernadette e Amy, intanto, passano la serata a prendersi in giro rivangando nel loro passato: prima vedono il film sul gorilla assassino cui ha partecipato Penny, poi il concorso di bellezza cui prese parte Bernadette e infine la fanfiction su La casa nella prateria che Amy ha scritto e pubblicato su un forum, che tuttavia alla fine le appassiona.
- Guest star: Stephen Hawking (sé stesso), Jim Meskimen (voce del dottore e di un uomo)

## La rigenerazione del negozio di fumetti
- Titolo originale: The Comic Book Store Regeneration
- Diretto da: Mark Cendrowski
- Scritto da: Jim Reynolds, Maria Ferrari e Jeremy Howe (soggetto); Steven Molaro, Eric Kaplan e Steve Holland (sceneggiatura)

### Trama
Sheldon scopre che Amy ha aiutato Kripke nelle sue ricerche sulla Teoria delle Stringhe e si arrabbia; parlandone con Penny, le rivela che Amy l'ha segretamente sottoposta ad alcuni test per vedere se fosse più intelligente delle scimmie che sta studiando. Nel frattempo Stuart riesce a riaprire il suo negozio di fumetti, ma quando Howard scopre che sua madre, oltre ad un importante aiuto economico e all'ospitalità che gli ha offerto, gli ha anche regalato alcuni mobili della casa, si arrabbia. Alla fine Penny e Leonard, sottoposto da Sheldon a test simili a quelli della fidanzata, ottengono le scuse di Amy e del suo ragazzo, ma proprio in quel momento giunge una notizia terribile: la madre di Howard, in vacanza dalla sorella in Florida, è morta nel sonno. Howard e Bernadette partono subito per il funerale, mentre i loro amici e Stuart fanno un brindisi per la signora Wolowitz, che è stata come una madre anche per loro.
- Guest star: Nathan Fillion (sé stesso), John Ross Bowie (Barry Kripke)

## L'accelerazione dell'intimità
- Titolo originale: The Intimacy Acceleration
- Diretto da: Mark Cendrowski
- Scritto da: Dave Goetsch, Eric Kaplan e Tara Hernandez (soggetto); Steven Molaro, Jim Reynolds e Steve Holland (sceneggiatura)

### Trama
Amy parla ai ragazzi di un esperimento che ha letto, secondo il quale due persone possono innamorarsi rispondendo a varie domande personali e fissandosi negli occhi per quattro minuti consecutivi. Penny e Sheldon decidono di tentare: lei gli confida di come invidi la loro intelligenza, mentre lui di come vorrebbe riuscire a interpretare meglio le emozioni umane; le rivela inoltre che è il giorno del suo compleanno e di non averlo detto mai a nessuno perché odia le feste a sorpresa. L'esperimento non li fa innamorare ma cementa notevolmente la loro amicizia. Amy, Leonard, Raj e Emily partecipano nel frattempo ad una sorta di teatro interattivo nel quale devono risolvere degli enigmi realizzati da uno scienziato travestito da zombie, venendone a capo in soli sei minuti. Bernadette e Howard intanto si trovano all'aeroporto di ritorno dal funerale, in attesa di recuperare il bagaglio con le ceneri della madre che è stato accidentalmente smarrito. Howard si sente in colpa per non aver accompagnato la madre all'aeroporto quando glielo chiese; quando la valigia viene ritrovata, Howard promette alla madre che terrà l'urna sempre al suo fianco. La puntata si conclude con Sheldon che rientra a casa e trova i ragazzi che gli hanno preparato una festa a sorpresa.
- Guest star: Laura Spencer (Emily Sweeney), Max Adler (lo zombie)

## Il modulo della colonizzazione
- Titolo originale: The Colonization Application
- Diretto da: Mark Cendrowski
- Scritto da: Dave Goetsch, Jim Reynolds e Tara Hernandez (soggetto); Steven Molaro, Eric Kaplan e Maria Ferrari (sceneggiatura)

### Trama
Sheldon ed Amy decidono di prendere una tartaruga come animale domestico, ma al negozio il fisico rivela alla fidanzata di essersi proposto per una ipotetica missione di colonizzazione di Marte facendola arrabbiare per non averla interpellata; dopo aver discusso, Sheldon, per farsi perdonare, chiede ad Amy di compilare anche lei i moduli per andare su Marte. Intanto, Leonard e Penny mettono alla prova la loro passione con un gioco erotico e, dopo un disastroso primo tentativo, si ritengono infine soddisfatti. Nel frattempo Raj rimane solo in casa di Emily e comincia a curiosare in giro finché non rompe un cassetto; nonostante l'aiuto di Howard e Bernadette, viene beccato e i due litigano, salvo fare pace, anche se lei lo spaventa insinuando che nel suo armadio possa esserci qualcosa di strano.
- Guest star: Laura Spencer (Emily Sweeney)

## La termalizzazione dell'escluso
- Titolo originale: The Leftover Thermalization
- Diretto da: Mark Cendrowski
- Scritto da: Steven Molaro, Maria Ferrari e Jeremy Howe (soggetto); Eric Kaplan, Jim Reynolds e Steve Holland (sceneggiatura)

### Trama
La teoria che Sheldon e Leonard hanno elaborato qualche tempo addietro viene pubblicata su una rivista scientifica, ma il nome del secondo non appare: Sheldon tenta di spiegare che non è stata colpa sua, ma Leonard litiga lo stesso con lui perché è stufo di essere sempre messo in ombra dall'amico. Howard, Bernadette e Raj stanno intanto finendo di rimettere in ordine le cose della madre dell'ingegnere e, trovando il frigo completamente pieno, decidono di organizzare una cena con tutti i loro amici. Durante questa Bernadette riesce a far riappacificare Leonard e Sheldon, che scopre che anche un'altra rivista ha pubblicato la loro teoria stavolta menzionando esplicitamente Leonard.

## La violazione dello Skywalker
- Titolo originale: The Skywalker Incursion
- Diretto da: Mark Cendrowski
- Scritto da: Jim Reynolds, Tara Hernandez e Jeremy Howe (soggetto); Steven Molaro, Steve Holland e Maria Ferrari (sceneggiatura)

### Trama
Leonard e Sheldon si devono recare a Berkeley per tenere una conferenza sulla loro teoria sui superfluidi, ma, essendo in anticipo sul tragitto, decidono di fare una deviazione e andare allo Skywalker Ranch, la casa di George Lucas, finendo nei guai. Nel frattempo Howard e Bernadette, aiutati da Amy, Penny e Raj, decidono cosa tenere e cosa dare via dei tanti oggetti della casa del giovane ebreo dove vogliono trasferirsi dopo la morte della madre; il TARDIS del ragazzo però, che lui vuole tenere mentre la moglie dar via, provoca una discussione e la sorte dell'ingombrante oggetto verrà decisa da una sfida a ping pong. Amy risulterà la vincitrice.

## L'implementazione del fortino
- Titolo originale: The Fortification Implementation
- Diretto da: Mark Cendrowski
- Scritto da: Jim Reynolds, Saladin K. Patterson e Tara Hernandez (soggetto); Steven Molaro, Steve Holland e Maria Ferrari (sceneggiatura)

### Trama
Sheldon è afflitto perché non è stato invitato ad un simposio nella casa di Richard Feynman e, per consolarlo, Amy lo convince a costruire nel salotto un fortino di lenzuola, dal quale era sempre escluso dai suoi fratelli quando era piccolo. Intanto Raj, Bernadette ed Howard stanno pensando a come ristrutturare la casa dell'ingegnere, quando alla porta bussa un ragazzo, Josh, che si presenta come fratellastro di Howard, il quale scopre così che il padre si era fatto una nuova vita. Inizialmente Howard è distante e freddo con Josh, ma quando quest'ultimo mostra interesse per la sua esperienza nello spazio, inizia a legare con lui, fino a salutarlo con un abbraccio fraterno. Nel frattempo Penny partecipa ad un podcast di Wil Wheaton riguardo al film che ha fatto con lei, ma durante l'intervista Leonard scopre, con suo grande disappunto, non solo che la fidanzata guadagna molto più di lui, tanto da avere un portfolio di investimenti, ma addirittura che il regista Kevin Smith, intervenuto durante il podcast, la vuole per una parte nel suo prossimo film. 
- Guest star: Wil Wheaton (sé stesso), Kevin Smith (sé stesso, solo voce), Matt Bennett (Josh Wolowitz)

## Il deterioramento della comunicazione
- Titolo originale: The Communication Deterioration
- Diretto da: Mark Cendrowski
- Scritto da: Dave Goetsch, Steve Holland e Jeremy Howe (soggetto); Steven Molaro, Eric Kaplan e Jim Reynolds (sceneggiatura)

### Trama
Raj viene incaricato di trovare per la NASA un possibile metodo per comunicare con forme di vita aliene e chiede aiuto ai suoi amici, escludendo tuttavia Howard e Sheldon per il loro piglio autoritario; quando lui e Leonard giungono alle stesse conclusioni degli altri due, comunque, li reintegrano nel progetto. Nel frattempo Penny chiede a Sheldon un consiglio su quale carriera (attrice o rappresentante farmaceutica) dovrebbe continuare a perseguire e quale abbandonare; decide di presentarsi al provino ricordando subito cosa odiasse del precedente lavoro e, dopo averlo fallito, decide di continuare a fare la rappresentante. 
- Guest star: Sara Erikson (Gwen), Kelli Goss (Chelsea)

## La trasmissione del diplomato
- Titolo originale: The Graduation Transmission
- Diretto da: Anthony Rich
- Scritto da: Chuck Lorre, Dave Goetsch e Anthony Del Broccolo (soggetto); Steven Molaro, Steve Holland e Eric Kaplan (sceneggiatura)

### Trama
Leonard deve recarsi nel suo vecchio liceo in New Jersey a tenere il discorso per i diplomati, ma una tempesta lungo tutta la East Coast fa sì che il suo volo sia cancellato, costringendolo a rimanere a Pasadena; grazie all'intervento di Penny, però, risolve il problema tenendo il discorso via Skype. Nel frattempo Raj, dopo aver speso molti soldi per comprare un drone, riceve una telefonata dal padre, il quale, molto arrabbiato per quello che ha appena fatto, gli taglia i soldi e gli impone di vivere solo con i guadagni del suo lavoro; l'indiano, preoccupato delle conseguenze sul suo tenore di vita, chiamando prima la madre e poi il padre e giocando sulle loro rivalità conseguenti il divorzio, riesce ad ottenere anche più soldi di prima di "paghetta". Intanto Howard e Sheldon sono alle prese col drone che, non funzionando, viene smontato dall'ingegnere, che riesce finalmente a farlo partire, anche se qualcuno col wi-fi ne prende possesso seminando il panico nell'appartamento dei fisici.
- Guest star: Brian George (Sig. Koothrappali), Alice Amter (Sig.ra Koothrappali)

## La combustione materna
- Titolo originale: The Maternal Combustion
- Diretto da: Anthony Rich
- Scritto da: Steven Molaro, Tara Hernandez e Jeremy Howe (soggetto); Chuck Lorre, Jim Reynolds e Maria Ferrari (sceneggiatura)

### Trama
Leonard e Sheldon devono ricevere un premio e per l'occasione invitano le loro madri, le cui convinzioni personali completamente opposte finiscono per farle litigare; parlando però con l'amico del figlio, la dottoressa Hofstadter capisce che anche un'educazione che dà affetto "gratuitamente" può far crescere un figlio brillante e intelligente. Nel frattempo la contemporanea presenza di Stuart e Raj oltre al marito nella nuova casa in cui vivono ora Howard e Bernadette fa arrabbiare la ragazza perché lei deve far tutto e loro non fanno nulla e li obbliga pertanto a pulire la cucina; mentre sono intenti a pulire il giovane ebreo si rende conto che agisce con la moglie come un bambino, come cioè faceva con la madre, e decide di cambiare modo di comportarsi.
- Guest star: Christine Baranski (Beverly Hofstadter), Laurie Metcalf (Mary Cooper)

## La determinazione dell'impegno
- Titolo originale: The Commitment Determination
- Diretto da: Mark Cendrowski
- Scritto da: Chuck Lorre, Jim Reynolds e Maria Ferrari (soggetto); Steven Molaro, Steve Holland e Eric Kaplan (sceneggiatura)

### Trama
Mentre festeggiano il loro quinto anniversario, Sheldon chiede ad Amy la sua opinione sulla possibilità di cominciare a seguire la serie televisiva The Flash: la ragazza, amareggiata, si arrabbia molto e, quando il ragazzo la contatta qualche giorno dopo, lei gli chiede una pausa per valutare la loro relazione, mentre lui resta spiazzato poiché in realtà avrebbe voluto darle un anello. Penny e Leonard, intanto, proprio per via di alcune domande di Sheldon decidono di sposarsi subito: in viaggio verso Las Vegas però, il fisico confessa di aver baciato un'altra ragazza durante il periodo trascorso nel Mare del Nord, ma la ragazza, seppur ferita, lo perdona. Raj, Bernadette e Howard, intanto, falliscono nel tentativo di allontanare rispettivamente Emily e Stuart: il primo infatti non riesce a lasciare la ragazza per paura di rimanere solo, nonostante il suo lato "inquietante" lo terrorizzi; i secondi, invece, sono in difficoltà per l'attaccamento che Stuart ha dimostrato loro nel periodo di convivenza.
- Guest star: Laura Spencer (Emily Sweeney)